# Рибницький вугільний басейн
Рибницький вугільний басейн (пол. Rybnicki Okręg Węglowy, ROW ) - вугільний і промисловий регіон в Сілезії, (Польща) розташований біля Рибнику Сілезьке воєводство. Його населення становить близько 0.7 млн осіб.

## Географія

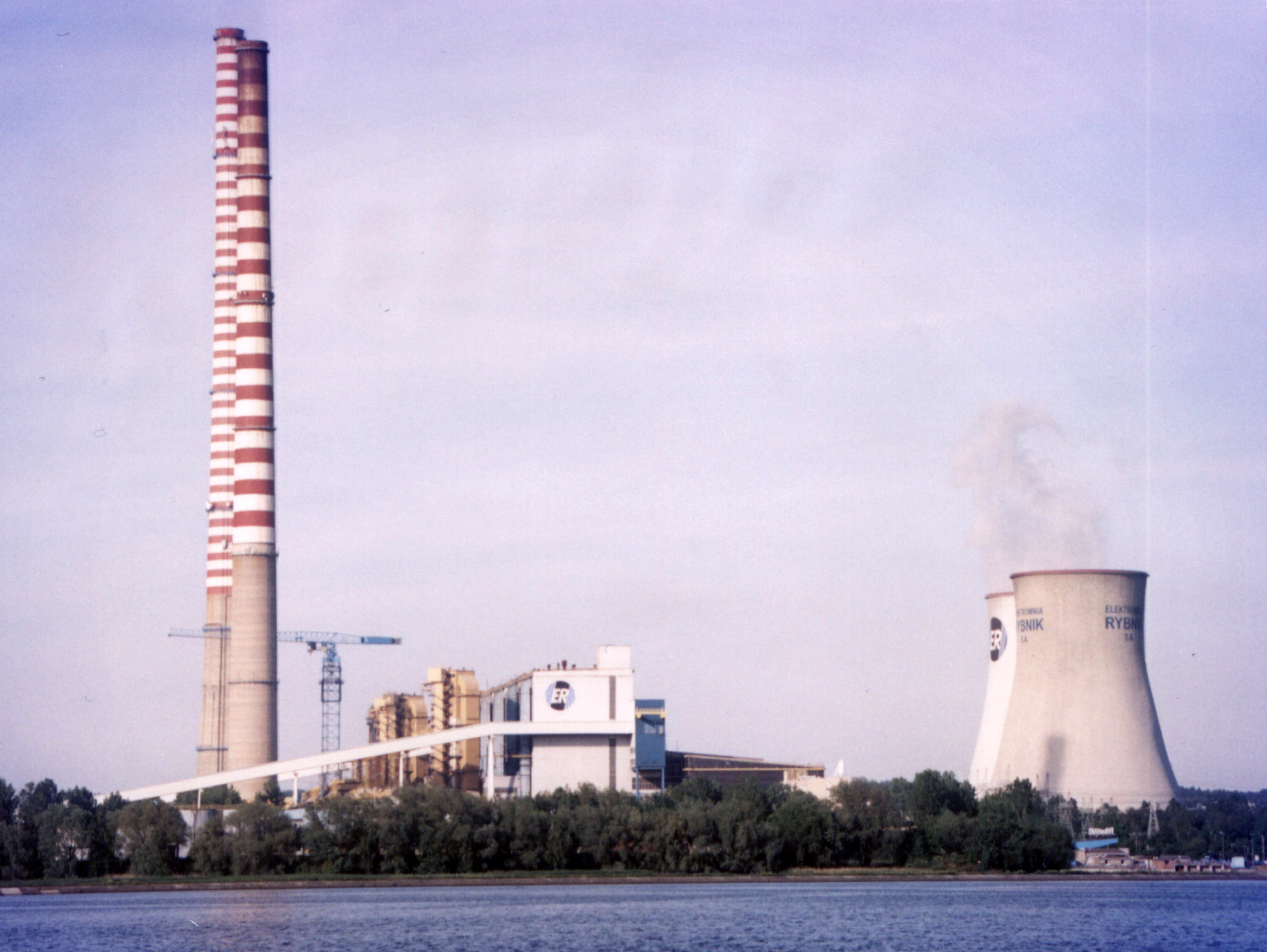
Рибницька електростанція

Рибницький вугільний басейн розтошовано в історичному районі Верхня Сілезія на півдні Польщі між верхів'ями Вісли і Одеру.

### Клімат
Клімат регіону є помірно континентальний.Середньорічна температура становить 8°С (середня величина -1.7°C в січні і 17.7°C в липні). Середньорічна кількість опадів 750 мм, найбільша кількість у липні.

### Міста
| Міста                | Населення | Площа     |
| -------------------- | --------- | --------- |
| Рибник               | 141,755   | 148 км²   |
| Ястшембе-Здруй       | 94,072    | 85,44 км² |
| Жори                 | 62,496    | 64,64 км² |
| Рацибуж              | 57,987    | 74,96 км² |
| Водзіслав-Шльонський | 50,500    | 49,62 км² |
| Ридултови            | 21,900    | 15 км²    |
| Радлін               | 17,673    | 12,53 км² |
| Пшув                 | 14,035    | 20,42 км² |

## Туризм
У контрасті до центральної частини Верхньосілезького промислового району, що знаходиться на північ, Рибник має репутацією "зеленого" міста, що має відносно чисте середовище. Місто - центр туризму, він має різні пам'ятки і можливості для реакріації. На північний схід від забудованої частини, є заповідник ('Zalew Rybnicki') на річці Руда, яка є водним джерелом охолодження для електростанції. Оточено лісами, де є можливість займатися плаванням, риболовлею, плаванням під вітрилами і займатися серфінгом, і завдяки відпрацьованому теплу станції весь рік, є місцем проживання для білого амуру. Бескиди є місцем за для лижного спорту.